# Dentisterna
Dentisterna là một chi bọ cánh cứng trong họ Chrysomelidae.
Chi này được Medvedev miêu tả khoa học năm 1993.

## Các loài
Các loài trong chi này gồm:
- Dentisterna antennalis Medvedev, 2004
- Dentisterna bicolor Medvedev, 1993
- Dentisterna cyanipennis Medvedev, 1996
- Dentisterna fulva Medvedev, 1996
- Dentisterna obscura Medvedev, 1996